# 1922 en Nouvelle-Écosse
Chronologie de la Nouvelle-Écosse
- 1918
- 1919
- 1920
- 1921
- 1922
- 1923
- 1924
- 1925
- 1926

Cette page concerne des événements d'actualité qui se sont produits durant l'année 1922 dans la province canadienne de la Nouvelle-Écosse.

## Politique
- Premier ministre : George H. Murray
- Chef de l'Opposition :
- Lieutenant-gouverneur : MacCallum Grant
- Législature :

## Naissances
- 22 janvier : Austin-Emile Burke est un évêque catholique canadien né à Sluice Point et mort le 12 août 2011. Il fut évêque de Yarmouth de 1968 à 1991 et archevêque de Halifax de 1991 à 1998.

## Décès
- 2 août à Beinn Bhreagh : Alexander Graham Bell, né le 3 mars 1847 à Édimbourg en Écosse, scientifique, ingénieur et inventeur scotto-canadien, naturalisé américain en 1882, surtout connu pour l'invention du téléphone, pour laquelle l'antériorité d'Antonio Meucci a depuis été  reconnue le 11 juin 2002 par la Chambre des représentants des États-Unis. Il a été lauréat de la médaille Hughes en 1913.